# Славуј
Славуј је заједнички назив за две врсте европских птица певачица из породице мухарица (Muscicapidae): мали славуј (Luscinia megarhynchos) и велики славуј (Luscinia luscinia). 

## Опис
Оне се не разликују много по величини тела или телесној маси, него по томе што велики славуј има нешто дужа крила. Ове две врсте се зато могу по изгледу разликовати само ако се држе у руци и загледа им се перје, а за то имају прилике само званични прстеновачи птица. Песма ове две врсте се, међутим, доста разликује.
Славуји имају неугледно смеђе перје (одоздо нешто светлије него са горње стране), па их је тешко приметити у густишу у коме живе. 

## Гнежђење
Гнездо славуја се углавном налази на самом тлу, а много ређе на ниској вегетацији. Састоји се од неуредне гомиле лишћа и другог биљног материјала, а често је скривено испод купина, коприва и других бодљикавих биљака. Славујчићи се из јаја излегу голи и слепи, али брзо расту и добијају перје, па за пар недеља већ могу да лете.

## Исхрана
Славуј се храни ситним инсектима и пауцима, а понекад и другим бескичмењацима. 

## Славујева песма
Обично се мисли да славуј пева само ноћу, али уколико га не узнемиравају, често пева и дању. Најчешће притом седи у неком жбуну где је скоро невидљив због неупадљивог перја. Песма малог славуја је инспирисала многе песме, бајке, опере и поезију.

## Распрострањеност
Славуј је пример птице селице. Сви славуји проводе зиму у Африци, а код нас долазе у априлу месецу. Славуј пева само у пролеће, а негде у јуну лагано престаје са песмом, па у августу може да изгледа као да су већ отишли на југ. Међутим, они су тада ту, само тихи и неприметни.
У Србији се гнезди само мали славуј, а велики славуј се може наћи за време сеобе. Он се гнезди у севернијим деловима Европе, а зиму проводи у различитим деловима Африке него мали славуј.